# Dicranomyia (Dicranomyia) ebriola
Dicranomyia (Dicranomyia) ebriola is een tweevleugelige uit de familie steltmuggen (Limoniidae). De soort komt voor in het Oriëntaals gebied.